# Tarsius fuscus
Tarsius fuscus là một loài khỉ lùn (tarsier) trong họ Tarsiidae có phạm vi phân bố nằm ở bán đảo tây nam đảo Sulawesi, gần Makassar ở Indonesia. Vào một thời điểm nhất định (có lúc), phân loại (taxon) của nó đã bị bị hạ cấp xuống một danh pháp đồng nghĩa cơ sở của khỉ lùn Tarsier là Tarsius tarsier. Tuy nhiên, khi phạm vi loài đó bị hạn chế đối với quần thể trên một hòn đảo gần Sulawesi, sự phân loại hiện trạng này được hồi sinh để hàm chứa phần còn lại của loài đó.

## Phân loại
Phân loại của nó từng bị nhầm lẫn, và trãi qua một quá trình phân loại đi, phân loại lại, đưa lên đặt xuống của các nhà sinh học về đối tượng này, mãi cho đến năm 2010 mới cơ bản được định hình. Ban đầu, các phân loại của các con khỉ lùn tarsiers từ Sulawesi từ lâu đã bị nhầm lẫn. T. fuscus ban đầu được mô tả bởi Fischer vào năm 1804. Loài này sau đó được đổi tên thành hai lần vô tình, như T. fuscomanus vào năm 1812 bởi Geoffroy và bởi T. fischeri vào năm 1846 bởi Burmeister.
Vào năm 1953, khi William Charles Osman Hill kết luận rằng loại địa phương Tarsius tarsier là loài thực sự là Makassar, mặc dù nó đã được tuyên bố đến từ Ambon. Kết quả là Hill kết luận rằng T. fuscus là một danh pháp đồng nghĩa của Tarsius tarsier. phổ biến sau đó được xác định là một từ đồng nghĩa cơ sở của T. tarsier. Trong năm 2010, Groves đã giới hạn T. tarsier chỉ tới những hòn đảo nhỏ trên đảo Selayar, làm cho cái tên T. fuscus có giá trị lại một lần nữa trên các vùng đất gần Makassar. 

## Đặc điểm
Khi đã được định danh là một loài, Tarsius fuscus được mô tả có lông màu nâu đỏ. Chùm lông ở cuối đuôi có màu đen. Nó có hộp sọ ngắn hơn và những cai răng ngắn hơn hầu hết các dấu hiệu khác. Nó cũng có cái chân sau ngắn hơn so với các dấu hiệu khác. Đuôi ngắn hơn so với kích thước cơ thể so với hầu hết các thông số, chiếm đến 143% đến 166% tổng chiều dài thân. Tất cả các loài Tarsius đều là loài động vật ban đêm (loài ăn đêm) và khi sinh. Giống như tất cả các loài Tarsius, T. fuscus chỉ ăn con mồi và ăn côn trùng, sâu bọ, chúng thường bắt con mồi bằng cách nhảy bổ lên nó chụp lấy chúng bằng cánh tay dính chặt và ăn ngấu nghiến.